# Félix Blumenfeld
Félix Mijáilovich Blumenfeld (en ruso: Фе́ликс Миха́йлович Блуменфе́льд), nacido el 19 de abril de 1863 en Kropyvnytsky, Ucrania (entonces Elisavetgrado, Imperio ruso) y fallecido el 21 de enero de 1931 en Moscú, Rusia (entonces Unión Soviética), fue un compositor, director de la Ópera Imperial en San Petersburgo, pianista, y profesor de música.

## Datos biográficos
Fue hijo de Mijaíl Frántsevich Blumenfeld, de origen judío austriaco, y de la polaca María Szymanowska. Estudió composición en el Conservatorio de San Petersburgo con Nikolái Rimski-Kórsakov y piano con Fiódor Stein, entre 1881 y 1885. Fue profesor de piano desde 1885 hasta 1918, época en la que también fue director del Teatro Mariinski hasta 1911.
El Mariinski vio las primeras óperas compuestas por su mentor Rimski-Kórsakov. Fue el primer director ruso en dirigir la ópera de Richard Wagner Tristán e Isolda.
En 1908,  dirigió en París la premier de la ópera de Modest Músorgski,  Borís Godunov.
De 1918 a 1922,  fue director de la Academia Nacional de Música de Ucrania Chaikovski en Kiev, dónde, entre otros, Vladimir Horowitz fue uno de los alumnos en sus clases magistrales. Regresó al Conservatorio de Moscú en 1922, enseñando allí hasta su muerte. Otros alumnos famosos que tuvo fueron Vladímir Belov, Simon Barere, Mariya Yúdina, Anatole Kitain y Mariya Grínberg. 
Como pianista,  tocó muchos conciertos con las composiciones de maestros rusos contemporáneos. En sus composiciones propias, mostró una cierta influencia de Frédéric Chopin y Piotr Ilich Chaikovski. Escribió numerosas piezas para solo de piano, un Concierto para piano y orquesta, y varias canciones (lieder). 
Fue tío de Heinrich Neuhaus y primo en segundo grado de Karol Szymanowski (el padre de Felix y Karol, Stanislaw Szymanowski, eran primos hermanos).

## Composiciones
Véase Anexo:Composiciones de Félix Blumenfeld